# Karl Reisenbichler

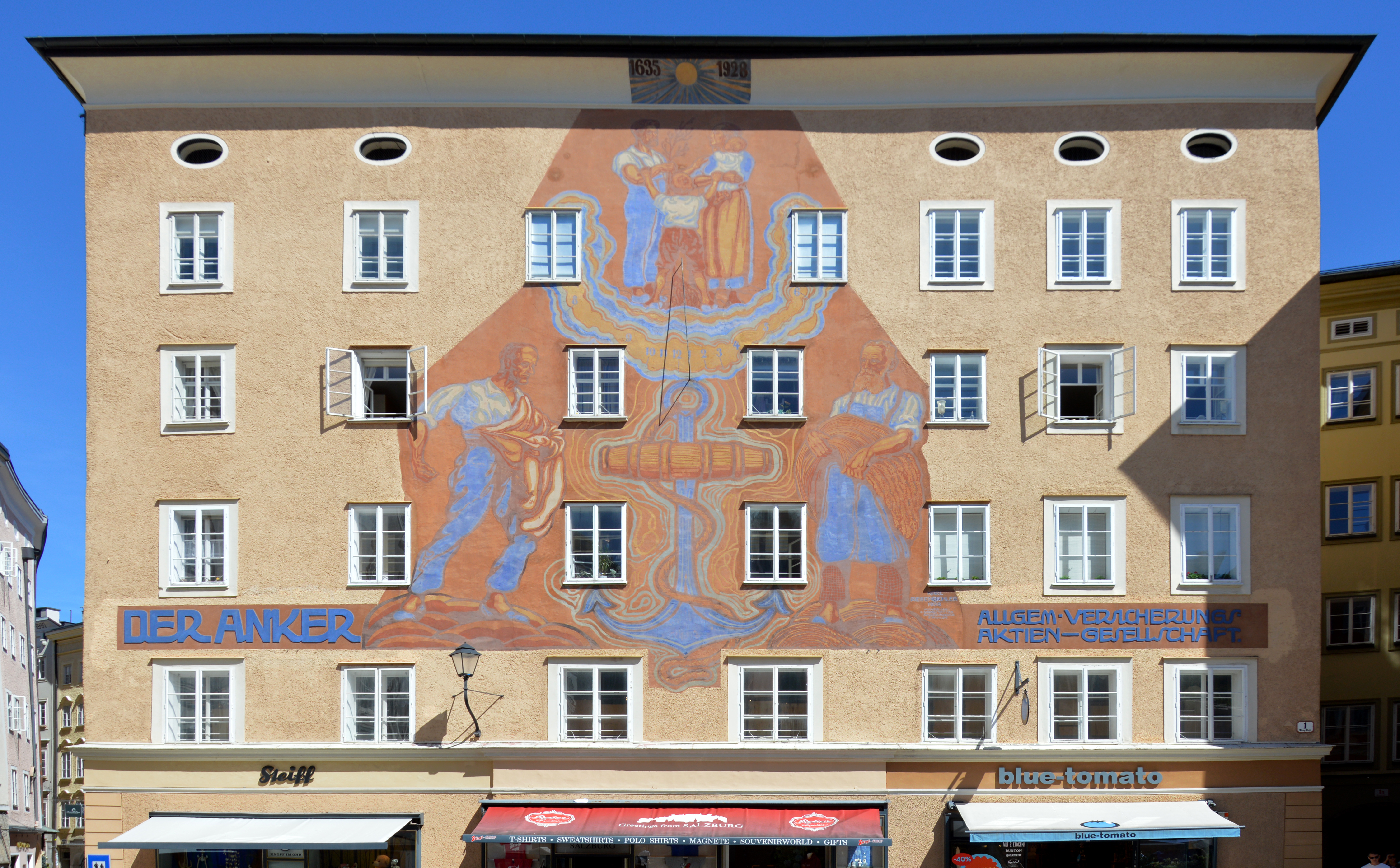
Salzburg – Waagplatz: Wandmalerei von Karl Reisenbichler aus dem Jahre 1928 für die Versicherung Der Anker

Karl Reisenbichler (* 2. März 1885 in Attersee, Oberösterreich; † 21. Dezember 1962 in Großgmain bei Salzburg) war ein österreichischer Maler und Radierer.
Reisenbichler war Schüler von Griepenkerl, Unger und Delug an der Wiener Akademie der bildenden Künste.
Er malte Sgraffitos an Hausfassaden in Bad Aussee, Mondsee, Steyr und Salzburg – etwa am Haus Linzer Gasse Nr. 1, am Rathausplatz 2, am Waagplatz oder am Haus Dreifaltigkeitsgasse Nr. 2. Außerdem gestaltete er das Kriegerdenkmal bei der Georgikirche Bischofshofen sowie Fresken in der Pfarrkirche Ebensee.
Das Ölbild Protestantenauswanderung sowie mehrere Kriegsbilder zählen zu seinem Werk. Für die Finanzierung des Umbaus der sogenannten Brucknerorgel im Stift Sankt Florian gestaltete er 1929 einen Stifterbrief.
Zum 13. März 1933 trat er der NSDAP bei (Mitgliedsnummer 1.527.425).

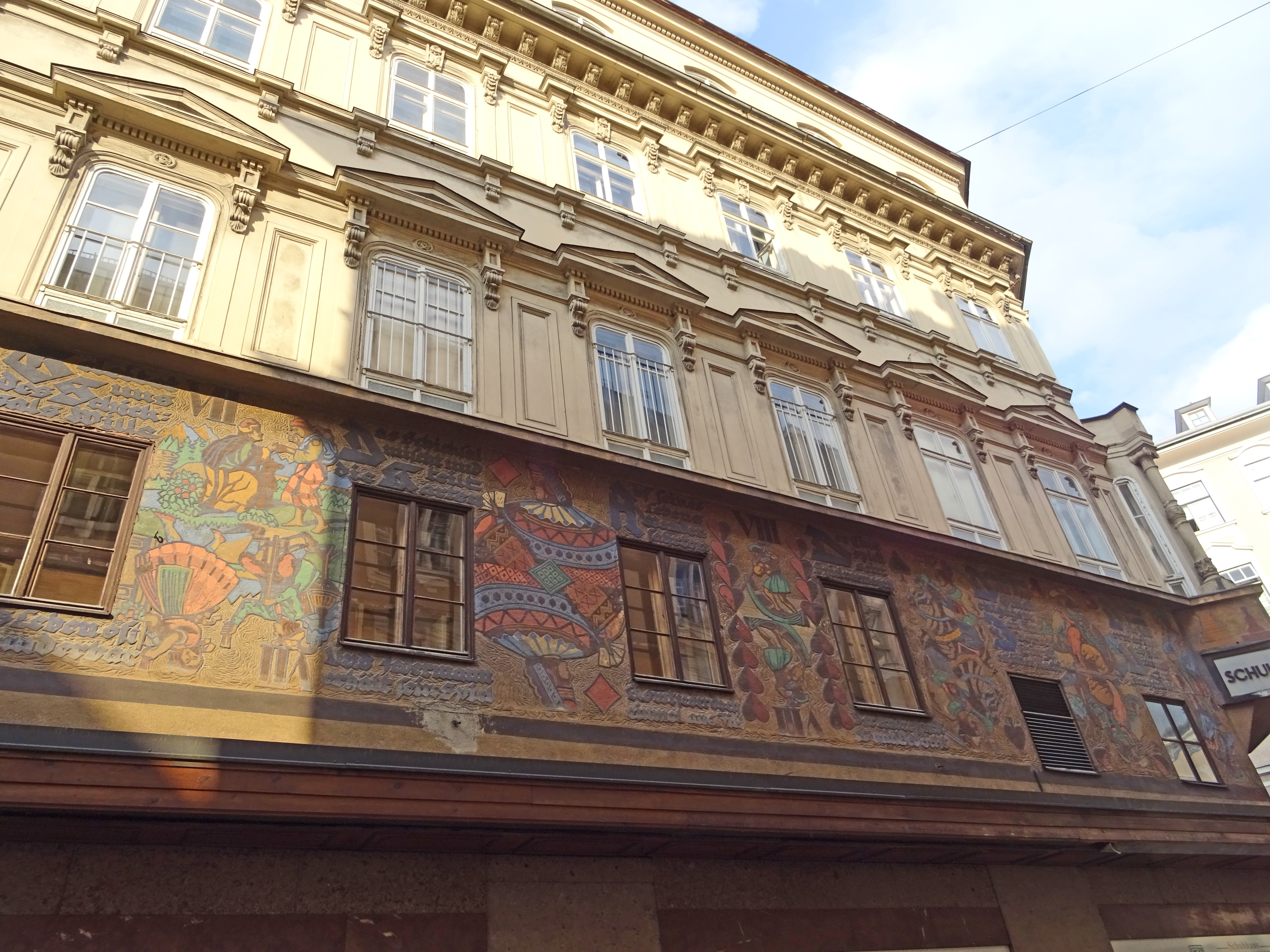
Salzburg – Dreifaltigkeitsgasse 2

## Ehrungen
In Salzburg-Aigen ist eine Straße nach ihm benannt.